# Legewegtunnel
De Legewegtunnel is een verkeerstunnel in de Belgische stad Brugge. De tunnel is onderdeel van de autoweg N31/E403 en kruist de Legeweg, in de deelgemeente Sint-Andries, ondergronds. Boven op de tunnel bevindt zich een rotonde voor de kruising van de Legeweg met de ventwegen van de N31.
In het najaar van 2009 werd het project voor de herinrichting van het kruispunt van de N31 met de Legeweg aanbesteed. De bouwkost van het project werd geraamd op 10 miljoen euro. De uitvoering startte in augustus 2010. In het voorjaar van 2012 werd de tunnel opengesteld en tegen het einde van dat jaar waren ook de werken bovengronds afgerond.
Tunnel 't Zand · Boeverietunnel · Gistelse-Steenwegtunnel · Koning Albert I-laantunnel · Koningin Astridlaantunnel · Legewegtunnel · Paolatunnel · Torhoutse-Steenwegtunnel · Tunnel Kolvestraat